# Heinrich Fischer (Politiker, 1895)
Heinrich Fischer (* 8. Juli 1895 in Hanau; † 9. August 1973 ebenda) war ein deutscher Politiker (SPD). Er war hessischer Landesminister und Oberbürgermeister von Hanau.

## Leben und Beruf
Nach dem Besuch der Volksschule absolvierte Fischer eine Werkzeugschlosserlehre und arbeitete anschließend in diesem Beruf. Er schloss sich 1910 der Freien Gewerkschaft an, wurde 1924 Gewerkschafts- bzw. Bezirkssekretär in Hanau und war später als Geschäftsführer des Fabrikarbeiterverbands in Gießen und Merseburg tätig. 1925 nahm er an der Reise der „ersten Arbeiterdelegation“ in die Sowjetunion teil.
Nach der Machtübernahme der Nationalsozialisten wurde Fischer seiner Ämter enthoben. Er nahm 1936 erneut eine Tätigkeit als Werkzeugschlosser auf, wurde 1942 wegen Hochverrats angeklagt und anschließend bis zum Ende des Zweiten Weltkriegs inhaftiert.
Fischer war nach dem Kriegsende von 1945 bis 1949 Leiter des Arbeitsamtes in Hanau. 1949 wurde er Landschlichter im hessischen Arbeitsministerium, wo er 1950/51 als Ministerialbeamter tätig war.
Partei

Fischer war seit 1910 Mitglied der SPD.
Abgeordneter

Fischer war Ratsmitglied der Stadt Hanau und dort von 1946 bis 1948 Stadtverordnetenvorsteher. Von 1946 bis 1970 gehörte er dem Hessischen Landtag an. Dabei war er von 1950 bis 1953 und 1959/60 stellvertretender Vorsitzender der SPD-Fraktion. In der siebten Wahlperiode des hessischen Landtages (1966–70) war er dessen Alterspräsident. Der Landtag wählte ihn 1949 zum Mitglied der ersten Bundesversammlung, die im gleichen JahrTheodor Heuss zum Bundespräsidenten wählte.

## Öffentliche Ämter
Fischer wurde am 10. Januar 1951 als hessischer Staatsminister für Arbeit, Landwirtschaft und Wirtschaft in die von Ministerpräsident Georg-August Zinn geführte Landesregierung berufen. Im Zuge einer Ressortumbildung wurde er am 14. Januar 1953 zum Staatsminister für Arbeit, Wirtschaft und Verkehr ernannt. Nach der Bildung einer Koalition aus SPD und GB/BHE schied er am 19. Januar 1955 aus der Regierung aus. Von 1956 bis 1962 amtierte Fischer als Oberbürgermeister der Stadt Hanau.

## Ehrungen
- Großes Bundesverdienstkreuz mit Stern, 1960
- Ehrenbürgerschaft der Stadt Hanau, 1970
- Wilhelm-Leuschner-Medaille des Landes Hessen, 1971[3]
- Nach ihm wurde das Heinrich-Fischer-Haus im Stadtteil Mittelbuchen benannt. Das Heinrich-Fischer-Haus war das erste Dorfgemeinschaftshaus in Hessen.
- Weiter wurde nach ihm das zentrale Schwimmbad in Hanau, das Heinrich-Fischer-Bad benannt.